# Zeta-Potential

Potentialdifferenz und Ionenkonzentration
als Funktion des Abstands von der Oberfläche eines geladenen Partikels, der in einem Dispersionsmedium suspendiert ist;
im Diagramm auch dargestellt: Oberflächenpotential und Sternpotential

Das Zeta-Potential (auch {\displaystyle \zeta }-Potential, Elektrokinetisches Potential oder Potentialdifferenz der diffusen Schicht genannt) ist das elektrische Potential an der Abscherschicht eines bewegten Partikels in einer Suspension oder Emulsion.
Das elektrische Potential beschreibt die Fähigkeit eines (von einer Ladung hervorgerufenen) Feldes, Kraft auf andere Ladungen auszuüben; die Differenz des elektrischen Potentials an zwei Orten ist die elektrische Spannung.

## Ursache
Befinden sich geladene Partikel in Suspension, so lagern sich auf der Partikeloberfläche Ionen des Suspensionsmediums in einer fest gebundenen Helmholtz-Doppelschicht an. Weitere Ionen lagern sich eher locker gebunden in einer diffusen, d. h. ungeordneten, Schicht an. Damit erscheint das Partikel aus großer Entfernung elektrisch neutral, weil alle Ladungen bzw. Potentiale des Partikels durch Ionen des Suspensionsmediums kompensiert werden.
Bewegt sich ein Partikel, so wird durch Reibung ein Teil der locker gebundenen diffusen Schicht abgeschert, und das Partikel erscheint nicht mehr elektrisch neutral, sondern besitzt wieder ein Potential. Dieses Potential an der Abschergrenze wird als Zeta-Potential bezeichnet. Damit ist es bei gleichem Medium eine relative Messgröße für das Oberflächenpotential und somit für die Ladung des Partikels. Gemessen werden kann das Zeta-Potential, indem das geladene Partikel durch ein angelegtes elektrisches Feld bewegt wird. Die resultierende Geschwindigkeit ist dann ein Maß für das Zeta-Potential.
Mit Hilfe des Zeta-Potentials lässt sich die elektrophoretische Mobilität {\displaystyle U_{e}} berechnen:
{\displaystyle U_{e}={\frac {2}{3}}\cdot {\frac {\varepsilon \cdot \zeta \cdot f(k\cdot a)}{\eta }}}
mit
- der Dielektrizitätskonstante {\displaystyle \varepsilon } der Probe
- der Henry-Funktion {\displaystyle f(k\cdot a)} (Hückel- und Smoluchowski-Näherung); sie nimmt Werte an zwischen:
  - 1 (Hückel-Näherung, unpolares Lösungsmittel) und
  - 1,5 (Smoluchowski, polares Lösungsmittel)
  - der Debye-Länge 1/k
  - dem Partikel-Radius a
- der dynamischen Viskosität {\displaystyle \eta } der Flüssigkeit.

## Zusammenhänge
- Eine Ausbildung elektrischer Ladungen an Grenzflächen kann auch durch Reibung oder thermische Bewegung erfolgen
- Positiv geladene Ionen (Gegenionen) werden angezogen (äußere Helmholtz-Schicht), und es entstehen elektrische Doppelschichten
- Weitere Ionen weisen eine lockere Anordnung auf, die in die flüssige Phase hineinreicht (diffuse Schicht). Durch Molekular- oder Wärmebewegung liegt eine diffuse Verteilung positiver und negativer Ionen vor, wobei sich Ionen gleichsinniger Ladung gegenseitig abstoßen. Die Gesamtladung ist hierbei ausgeglichen.
- Die bei Bewegung der Partikel in der Flüssigkeit auftretenden Scherkräfte beeinflussen die fest an der Oberfläche gebundene Ionenschicht nicht (Scherebene). Da die elektrostatische Anziehung zwischen der geladenen Oberfläche und der diffusen Schicht mit zunehmender Distanz abnimmt, verringert sich die Konzentration der zunächst noch überwiegend vorhandenen Gegenionen mit der Entfernung, und schließlich liegen in der Neutralzone negative und positive Ionen gleichmäßig vor.
- Die wahre Ladung der Teilchen ist gekennzeichnet durch die Differenz der Potentiale an der Teilchenoberfläche (Nernst-Potential {\displaystyle \psi _{0}}) und in der Neutralzone und daher experimentell nicht bestimmbar.

- Das Zeta-Potential ist charakterisiert die Abstoßungsenergie zwischen den Teilchen, abhängig vom Produkt aus Entfernung und dem Reziproken des effektiven Radius der elektrischen Doppelschicht.
- Eine Erhöhung des Zeta-Potentials bewirkt eine Verstärkung der interpartikulären Abstoßungskräfte, so dass Aggregationen verringert oder sogar verhindert werden.

## Messtechnik

### Elektroakustik
Ein elektrisches Wechselfeld wird zwischen zwei Elektroden an die Dispersion angelegt. Es erzeugt eine Schallwelle gleicher Frequenz, ähnlich wie bei dem piezoelektrischen Effekt von Kristallen. Gemessen wird die elektrokinetische Schallamplitude (electrokinetic sound amplitude, ESA).
Die ESA-Methode zur Charakterisierung der Ladungsstabilität von Partikeln in einer Dispersion ist eine elektroakustische Messtechnik. Eine oszillierende Spannung wird an eine Suspension, Dispersion oder Emulsion angelegt, welche von einer Wechselstromquelle erzeugt wird. Geladene Partikel in der Dispersion schwingen mit der Frequenz des von außen angelegten elektrischen Feldes. Es lassen sich eine oder mehrere Frequenzen anlegen. Die Oszillation der Partikel bei diesen Frequenzen erzeugt Schallwellen. Die Amplituden dieser Schallwellen werden als Elektrokinetische-Schall-Amplitude (ESA) gemessen. Dieses ESA-Signal verhält sich proportional zu der dynamischen Mobilität der Partikel und diese wiederum zum Zeta-Potential der in der Dispersion vorliegenden Teilchen. Voraussetzung zur Nutzung dieses Effekts ist eine gewisse Dichtedifferenz zwischen Dispersionsmedium und Partikel. Zur Erzeugung auswertbarer Signale muss diese Dichtedifferenz mindestens 0,2 g/cm³ betragen.

### Strömungspotential
Grundsätzlich laufen Strömungspotentialmessungen so ab, dass die Festkörperteilchen zu einem Diaphragma verdichtet werden, in welchem dann eine mit einer konstanten Geschwindigkeit strömende Flüssigkeit einen Druckabfall erfährt. Die Flüssigkeitsbewegung führt zum Abscheren eines Teils der elektrochemischen Doppelschicht, wodurch eine Potentialdifferenz erzeugt wird, die über Messelektroden abgegriffen wird.
Diese Spannung, die an beiden Elektroden abgegriffen wird, ist proportional zum Zeta-Potential der Partikel. Nach einer Kalibrierung mit Standardmaterialien wird das Messsignal als Strömungspotential oder Zeta-Potential ausgegeben.

### Elektrophorese
Die elektrophoretische Mobilität der Partikel in einer Dispersion lässt Rückschluss auf das Zeta-Potential der Partikel in einer Dispersion zu. Eine geeignete Methode, um dies zu messen, ist die des Laser-Doppler-Effektes. Um das Zeta-Potential von Partikeln zu messen, nutzt man die Laser-Doppler-Anemometrie. Es gibt Messgeräte, die sowohl die Photokorrelationenspektroskopie PCS als auch die Laser-Doppler-Anemometrie (LDA) verwenden. Damit lassen sich die Partikelgrößen und das Zeta-Potential in einer Dispersion bestimmen.